# Idi Papez

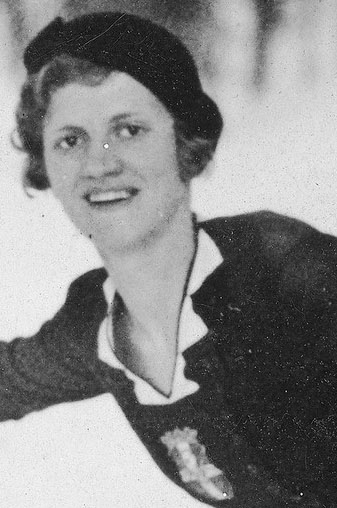
Idi Papez 1933

Idi Papez (* 7. Februar 1909 in Wien; † 12. Oktober 1997) war eine österreichische Eiskunstläuferin, die im Paarlauf startete.
Papez trat im Paarlauf an der Seite von Karl Zwack an. Sie wurden 1931 und 1932 österreichische Vizemeister hinter Lilly Gaillard und Willy Petter und von 1933 bis 1935 schließlich österreichische Meister.
Gemeinsam nahmen sie fünfmal an Europameisterschaften teil. Bei ihrem Debüt wurden sie 1930 Fünfte. Bei allen weiteren Teilnahmen erreichten sie das Podium. 1932 gewannen sie die Bronzemedaille, ehe sie 1933 in London Europameister wurden. 1934 und 1935 gewannen sie die Silbermedaille.
Papez und Zwack bestritten drei Weltmeisterschaften und konnten sich auch hier stets auf dem Podium platzieren. Bei ihrer ersten Teilnahme gewannen sie 1931 in Berlin die Bronzemedaille hinter den beiden ungarischen Paaren Emília Rotter und László Szollás und Olga Orgonista und Sándor Szalay. 1933 in Stockholm und 1934 in Helsinki wurden sie Vizeweltmeister hinter Rotter und Szollás.
1935 heiratete sie Adolf Eder, den Sekretär des Wiener Eislauf-Vereins.

## Ergebnisse

### Paarlauf
(mit Karl Zwack)
| Wettbewerb / Jahr               | 1930 | 1931 | 1932 | 1933 | 1934 | 1935 |
| ------------------------------- | ---- | ---- | ---- | ---- | ---- | ---- |
| Weltmeisterschaften             |      | 3.   |      | 2.   | 2.   |      |
| Europameisterschaften           | 5.   |      | 3.   | 1.   | 2.   | 2.   |
| Österreichische Meisterschaften |      | 2.   | 2.   | 1.   | 1.   | 1.   |

| Personendaten    | Personendaten                    |
| ---------------- | -------------------------------- |
| NAME             | Papez, Idi                       |
| KURZBESCHREIBUNG | österreichische Eiskunstläuferin |
| GEBURTSDATUM     | 7. Februar 1909                  |
| GEBURTSORT       | Wien                             |
| STERBEDATUM      | 12. Oktober 1997                 |